# Julie Berthelsen
Julie Ivalo Broberg Berthelsen (ur. 7 czerwca 1979) – grenlandzka piosenkarka wykonująca muzykę pop.

## Życiorys
Julie Berthelsen urodziła się w Århus w Danii. Jej ojciec jest Duńczykiem, natomiast matka pochodzi z Grenlandii. Po rozwodzie z ojcem jej matka wróciła z Julie i jej siostrą na Grenlandię, gdzie związała się z Perem Berthelsenem z zespołu rockowego Sume. Mając 15 lat Julie również zaczęła występować z tym zespołem. Julie Berthelsen występowała także w epizodach kilku seriali i w różnych programach telewizyjnych, a także w filmie fabularnym.
Na płycie Closer wraz z nią śpiewała gościnnie inna grenlandzka piosenkarka, Nina Kreutzmann Jørgensen. Z kolei na płycie Skrøbeligt Fundament – Støt Haiti wystąpiła wraz z innymi przedstawicielami duńskiej i grenlandzkiej sceny artystycznej, m.in. z Nukâką oraz jej mężem Nikolajem Coster-Waldau.

## Dyskografia

### Albumy[1]
- 2003 Home
- 2004 Julie
- 2006 Asasara
- 2009 Lige nu
- 2010 Closer

### Single[1]
- 2002 Every Little Part Of Me
- 2003 Shout (Out Love Will Be The Light)
- 2003 Completely Fallen
- 2004 It's A Wonderful Feeling
- 2013 Butterfly

### Inne
- 2010: Skrøbeligt Fundament – Støt Haiti (różni artyści)[4][5]

## Wybrana filmografia[2]
- 2003: Julehilsen til Grønland – jako ona sama
- 2009: Nuummioq - Nivi
- 2009: Manden med de gyldne ører (serial, epizod 1.5) – jako ona sama